# Jack Baillieu
Jack „Ruki“ Baillieu (* in Melbourne) ist ein australischer Polospieler.

## Sportliches
Er hat ein Handicap von 7. Aktuell befindet er sich mit 164 Punkten auf Rang 84 der Weltrangliste. Im Januar 2012 wird er beim St. Moritz Polo World Cup on Snow für das Team von Ralph Lauren reiten.

## Privates
Er ist Erbe der Myer Kaufhaus-Kette und besuchte die Geelong Grammar School, eine der besten Privatschulen Australiens. Kurzzeitig modelte er, fand dies aber zu langweilig. Er entstammt einer sportlichen Familie, auch sein Vater Anthony, sein Bruder Sam und sein Cousin Rob Abbott sind im Sport aktiv.